# 52 Гидры
52 Гидры (лат. 52 Hydrae), l Гидры (лат. l Hydrae), HD 126769 — кратная звезда в созвездии Гидры на расстоянии (вычисленном из значения параллакса) приблизительно 434 световых лет (около 133 парсек) от Солнца.

## Характеристики
Первый компонент (WDS J14282-2929A) — бело-голубая звезда спектрального класса B7-8V, или B8. Видимая звёздная величина звезды — +5,7m. Масса — около 4,498 солнечной, радиус — около 3,866 солнечного, светимость — около 310,456 солнечной. Эффективная температура — около 12853 K.
Второй компонент — коричневый карлик. Масса — около 65,94 юпитерианской. Удалён в среднем на 2,469 а.е..
Третий компонент (WDS J14282-2929B) — бело-голубая звезда спектрального класса B8. Видимая звёздная величина звезды — +5,7m. Масса — около 4,48 солнечной. Орбитальный период — около 15 лет. Удалён на 0,1 угловой секунды.
Четвёртый компонент (CD-28 10712C). Видимая звёздная величина звезды — +10m. Масса — около 1,03 солнечной. Орбитальный период — около 1412538 суток (3867 лет). Удалён на 4,1 угловой секунды.
Пятый компонент (UCAC4 303-078547) — жёлто-белая звезда спектрального класса F. Видимая звёздная величина звезды — +12,214m. Масса — около 1,174 солнечной, радиус — около 2,213 солнечного, светимость — около 5,18 солнечной. Эффективная температура — около 6004 K. Удалён на 139,4 угловой секунды.